# Taurean Blacque
Taurean Blacque, nom de scène de Herbert Middleton Jr., né le 10 mai 1940 à Newark (New Jersey) et mort le 21 juillet 2022 à Atlanta (Géorgie), est un acteur américain, principalement connu pour son rôle du détective Neal Washington dans la série Capitaine Furillo.

## Biographie
Taurean Blacque a été formé comme acteur au New Federal Theater à New York, un théâtre connu pour offrir sa chance aux minorités et aux femmes.
Au début de sa carrière d'acteur, Taurean Blacque fait des apparitions dans de nombreuses sitcoms dont Sanford and Son, The Bob Newhart Show (en), The Tony Randall Show (en), Good Times et Taxi.
En 1981, il rejoint la distribution de la série Capitaine Furillo et ce jusqu’en 1987. Bien que n’ayant qu’un second rôle, il a été nommé pour un Emmy Award du Meilleur acteur dans une série dramatique en 1982, mais ce fut Michael Conrad, son collègue dans la même série, qui l’obtint. Durant cette période, Il poursuit sa carrière au théâtre et obtient un NAACP Image Award comme meilleur acteur en 1985.
Après Hill Street Blues, Taurean Blacque déménage à Atlanta dans l’État de Géorgie avec ses enfants dans sa nouvelle maison, il se consacre à sa carrière théâtrale, tout en faisant des apparitions à la télévision.
Ses prestations scéniques sont remarquées, notamment dans Stepping Into Tomorrow avec Yolanda King en 1987, et une apparition dans Ceremonies in Dark Old Men en  1988.
Il tourne pour la télévision un pilote, Off-Duty, sur CBS, dans lequel il joue de nouveau un rôle de policier, mais la série n’obtint pas de succès.
On retrouvera Taurean  Blacque dans un petit rôle dans le film d'animation Oliver et Compagnie de Disney en 1989. 
La même année, il joue le rôle d'Henry Marshall dans la série Générations sur NBC
Toujours en 1989, on le retrouve dans le film M.A.L., mutant aquatique en liberté, dans son premier rôle.

## Filmographie

### Télévision
- 1978 : Frankie and Annette: The Second Time Around
- 1980 : The $5.20 an Hour Dream : Jive
- 1980 : The Night the City Screamed : Oscar
- 1989 : Générations (Generations) : Henry Marshall n° 1 (1989-1990)
- 1991 : She Stood Alone : William Harris
- 1992 : Murder Without Motive: The Edmund Perry Story : Jonah Perry Sr.
- 1995 : Soul Survivors : Eddie

### Cinéma
- 1978 : House Calls d'Howard Zieff : Levi
- 1979 : Rocky 2 : La Revanche de Sylvester Stallone : Lawyer
- 1979 : Beyond Death's Door
- 1980 : Le Chasseur (The Hunter) de Buzz Kulik : Hustler
- 1988 : Oliver et Compagnie (Oliver & Company) : Roscoe (voix)
- 1989 : MAL : Mutant aquatique en liberté (DeepStar Six) de Sean S. Cunningham : le capitaine Phillip Laidlaw
- 1996 : Liens d'acier (Fled) de Kevin Hooks : Les
- 2002 : Nowhere Road de Kenny Leon (en)
- 2002 : The Kudzu Christmas de Fred H. Dresch (vidéo) : Mr. Wiggins

## Rôle de parent adoptif
Taurean Blacque devient porte-parole du comté de bureau des Services d'adoption de Los Angeles, et en plus de ses enfants, il réussit à adopter dix enfants. Parmi ses enfants, il y avait des jumeaux et un groupe de cinq enfants dont la mère ne pouvait plus les garder en raison de sa toxicomanie.
En 1989, invité du président George H. W. Bush, il devint le porte-parole national pour les services d’adoption.